# アッボ
アッボ (フランス語: Abbon) は、730年代のプロヴァンスのパトリキウス、モーリエンヌ領主、スーザ侯。ブザンソンのワルダレヌスの一族である。アルプス山脈のスーザ渓谷、アンブラン、ギャップを支配し、マウロントゥスと争った。
736年と739年にフランク王国宮宰カール・マルテルとその弟キルデブラント1世が、マウロントゥス討伐のためローヌ川下流渓谷に遠征した。この時にアッボはフランク軍を支援し、マウロントゥスがアルプス山脈に逃れると、彼から没収された領地をそのまま与えられ、パトリキウスに任じられた。アッボがピピン・カロリング家に従った時期は遅めであるものの、彼に後継者がおらず独立世襲勢力となる恐れが無いことから、逆に彼自身への信頼と急速な勢力拡大を勝ち取ることができた。彼が死去した際、彼の遺志によりピエモンテにノヴァレサ修道院が建てられ、彼のすべての遺産が寄進された。この修道院は726年に聖ペトロにささげられた。